# Si tu reviens, viens
Albums de Jean-Jacques Debout
Hosanna Best-of 1996
Si tu reviens, viens est un album de Jean-Jacques Debout paru le 30 novembre 1976 chez RCA.

## Liste des pistes
1. Si tu reviens, viens
2. C'est la fin de notre histoire
3. C'est un dernier nuage
4. Il paraît qu'un jour
5. Le camping
6. Ce tendre amour
7. Pleure pas sous la pluie
8. L'ami qui vous veut du bien
9. La case créole
10. Tu n’écoutes pas